# Козлик
Ко́злик — українське прізвище.

## Відомі носії
- Козлик Іван Васильович (1934—1998) — український скульптор[1]
- Козлик Ігор Володимирович (нар. 1961) — український літературознавець, кінодокументаліст. Доктор філологічних наук, професор.